# Amorfní transformátor
Amorfní transformátor (Amorphous Metal Distributin Transformer) je druh VN transformátoru, který se nachází v distribučních sítích. Na rozdíl od klasických transformátorů, které mají magnetické jádro složené z orientovaných (anizotropních) plechů, mají amorfní transformátory magnetický obvod složený z amorfních (izotropních) plechů (kovů).
Amorfní transformátory se vyznačují nákladnější výrobou, avšak nesmírné pozitivum jsou nižší ztráty, malý environmentální dopad na okolí a dlouhodobě nižší náklady na provoz transformátoru.

## Technologie výroby
Výrobní technologie amorfních plechů je založena na metodě rychlého ochlazení tekutého kovu, která umožňuje vyrábět pásy o tloušťce několika desítek mikrometrů, řádově 20 μm. Materiálem je slitina železa a boru, křemíku a fosforu.
Rychlým ochlazením plechů (1 až 2 ms), které zamezuje růstu krystalického zrna, dojde ke zpevnění tekutého materiálu. K ochlazení dochází na rotujícím válci, na který je nanášen tekutý kov z  něhož vznikne amorfní struktura s velmi odlišnými vlastnostmi v porovnání s typickými kovovými krystalickými látkami.

## Výhody a nevýhody
Amorfní magnetické materiály se vyznačují vysokou permeabilitou a mají nízkou magnetickou anizotropii (tj. mají více méně ve všech směrech stejné magnetické vlastnosti). Výrobky z těchto materiálu mají mnohem menší ztrátový výkon.
Amorfní magnetické materiály mají významně nižší měrné ztráty, a to přibližně o 70 % oproti orientovaným magnetickým plechům, které výsledně ovlivňují ztráty transformátoru naprázdno.
Transformátory vyrobené touto technologií se vyznačují vysokou účinností, čímž přispívají ke snižování spotřeby elektrické energie.
Výrobní cena transformátoru je s ohledem na dražší cenu amorfních materiálů, složitější technologii výroby a potřebu většího množství měděného vinutí vyšší oproti ceně klasického transformátoru. Vyšší pořizovací náklady se ale během několika let vrací v úspoře za provoz transformátoru. Významnou výhodou je také delší životnost oproti konvenčním transformátorům.
| Amorfní jádro | Amorfní jádro | Amorfní jádro |  | Ecodesign 2014 | Ecodesign 2014 | Ecodesign 2014 |
| SN [kVA]      | P0 [W]        | Pk [W]        |  | SN [kVA]       | P0 [W]         | Pk [W]         |
| 160           | 100           | 1700          |  | 160            | 210            | 2350           |
| 250           | 160           | 2900          |  | 250            | 300            | 3250           |
| 400           | 195           | 3500          |  | 400            | 430            | 4600           |
| 630           | 210           | 4700          |  | 630            | 600            | 6500           |
| 800           | 245           | 7100          |  | 800            | 650            | 8400           |
| 1000          | 460           | 9000          |  | 1000           | 770            | 10500          |

- SN – jmenovitý výkon
- P0 – ztrátový výkon naprázdno
- Pk – ztrátový výkon nakrátko

## Použití
Nejčastěji se amorfní transformátory používají ve výkonech 50 - 1000 kVA. Jejich použití se celosvětově stále rozšiřuje a to  se zvyšujícími se požadavky na eliminaci ekologického dopadu na životní prostředí a  technologií s vyšší účinností.
V Česku se tato technologie uplatňuje zejména v energetice, MVE, FVE (Zbrašín), BPS, dopravě a stále častěji ve výrobních závodech.